# Talgarth
Talgarth est une petite ville de marché et une communauté du Powys, au pays de Galles.

## Géographie
Talgarth est située dans le sud-est du Powys, dans le comté historique du Brecknockshire, à une trentaine de kilomètres au nord-est de Brecon.

## Démographie
Au recensement de 2011, la communauté de Talgarth comptait 1 724 habitants.